# ロンネケ・スローティエス
- ロンネケ・スローチェス

ロンネケ・スローティエス（Lonneke Slöetjes、女性、1990年11月15日 - ）は、オランダの元バレーボール選手。元オランダ代表。

## 来歴
スローティエスのバレーボール選手としてのキャリアは2006年、Longa '59 Lichtenvoordeから始まった。2010年、オランダ代表に初選出される。2011-12シーズンからはドイツのUSC Münsterで2シーズンプレーした。
2014年9月の世界選手権に三大大会初出場を果たした。2015年10月の欧州選手権ではエースとして銀メダルを獲得に導き、自身もベストオポジット賞を受賞した。2016年5月のリオ五輪世界最終予選で2位となり母国を20年ぶりに五輪出場に導いた。自身も大会のベストスコアラー部門、ベストスパイカー部門で1位だった。同年7月のワールドグランプリでは銅メダルを獲得し、自身もベストオポジット賞を受賞した。同年8月のリオ五輪で20年ぶりの出場となった母国をベスト4に導き、自身もベストオポジット賞を受賞した。スカンディッチで2019/20シーズンを終え、引退を発表した。

## 球歴
- オリンピック - 2016年
- 世界選手権 - 2014年、2018年
- ワールドカップ - 2019年
- 欧州選手権 - 2013年、2015年、2017年
- ワールドグランプリ - 2013年、2014年、2015年、2016年

## 受賞歴
- 2015年 モントルーバレーマスターズ　ベストオポジット賞
- 2015年 欧州選手権　ベストオポジット賞
- 2016年 リオ五輪欧州大陸予選 ベストオポジット賞
- 2016年 ワールドグランプリ ベストオポジット賞
- 2016年 リオ五輪 ベストオポジット賞
- 2017年 2016/17欧州チャンピオンズリーグ ベストオポジット賞
- 2017年 欧州選手権 ベストオポジット賞

## 所属クラブ
- Longa '59 Lichtenvoorde（2006-2009年）
- Pollux Oldenzaal（2009-2011年）
- USC Münster（2011-2013年）
- FVブスト・アルシーツィオ（2013-2014年）
- シュヴェリーン SC（2014-2015年）
- ワクフバンクSK（2015-2019年）
- サヴィーノ・デルベーネ・スカンディッチ（2019-2020年）